# تفجير جورجيا قايدستونز
في 6 يوليو 2022، الساعة 4:03 صباحًا، وقع انفجار في نصب جورجيا الغامض، مما أدى إلى تدمير لوح واحد وإلحاق الضرر بالآخرين. تم تسوية ما تبقى من الهيكل لأسباب تتعلق بالسلامة في وقت لاحق من اليوم. لم يتم نشر أي دافع علنًا، ولم يتم تحديد أي مشتبه بهم علنًا.

## خلفية
كانت أحجار جورجيا قايدستون نصبًا تذكاريًا في مقاطعة إلبرت، جورجيا. تم تشييدها في عام 1980 من قبل شخص مستعار يعرف باسم «روبرت سي كريستيان». لم يتم الكشف عن الغرض الحقيقي للنصب التذكاري مطلقًا، ولكن يُعتقد أنه كان بمثابة دليل للإنسانية في حالة وقوع حدث مروع أدى إلى انهيار الحضارة. كانت تحتوي على ثماني لغات مختلفة منقوشة على الأحجار الخمسة، لتوثيق ما رأت أنه الطريق الصحيح لبشر المستقبل.

## تحقيق
يحقق مكتب عمدة مقاطعة إلبرت في التفجير بمساعدة مكتب التحقيقات بجورجيا. في مساء يوم التفجير، نشرت GBI مقطع فيديو يظهر الانفجار، وسيارة ذات أهمية وهي تغادر المكان قبل ذلك بقليل.
اعتبارًا من 6 يوليو 2022، لم يتم إجراء أي اعتقالات.

## ما بعد الكارثة
تم تدمير أحد الأحجار الواقية، وتضرر النصب بشدة. تم إسقاط الحجارة المتبقية في وقت لاحق من اليوم بواسطة حفار، لأسباب تتعلق بالسلامة.